# Serge II
Serge II ou Sergius II, né à Rome, fut le 102e pape, de 844 à 847.

## Biographie
À la mort de Grégoire IV, l'archevêque Jean a été proclamé pape par acclamation populaire, alors que la noblesse élit Serge, un romain de noble naissance. L'opposition fut supprimée par l'intervention de Serge pour sauver la vie de Jean. Serge fut alors immédiatement consacré par les nobles sans rechercher la ratification de la cour franque.
L'empereur romain Lothaire Ier, cependant, désapprouva cet abandon de la Constitutio Romana de 824 qui incluait le fait qu'aucun pape ne pouvait être consacré sans que son élection ait l'approbation de l'empereur franc. Il envoya une armée par son fils Louis II le Jeune, pour rétablir son autorité. L'Église et l'empereur parvinrent à un accord, avec le couronnement de Louis en tant que roi de la Lombardie par Serge.
La fin de son règne est marquée par le pillage de Rome lors du raid mené par les Sarrasins en août 846.
Serge II a contribué au développement urbain de Rome, menant à bien la fortification du Vatican.
Serge II mourut alors qu'il négociait avec deux patriarches et le Pape Leon IV lui succéda.